# For the Love of Willadean
Pour plus de détails, voir Fiche technique et Distribution.
For the Love of Willadean est un téléfilm réalisé par Byron Paul, produit par Walt Disney Productions et diffusé en deux épisodes à la télévision en 1964 dans l'émission Walt Disney's Wonderful World of Color.

## Synopsis
Les jeunes frères Gray s'installent à la campagne est découvrent la vie dont l'amour pour la jeune fille du fermier voisin, Willadean Wills. Le premier épisode voit le village organiser un concours de pastèque et dans le second les jeunes tentent de surmonter leurs peurs en visitant une maison hantée et le trésor qui s'y cache.

## Fiche technique
- Titre original : For the Love of Willadean
- Réalisateur : Byron Paul assisté de Tom Leetch
- Scénario : Arnold Peyser, Lois Peyser d'après Bordon Deal
- Directeur artistique : Carroll Clark, Marvin Aubrey Davis
- Image : William Snyder
- Montage : Robert Stafford
- Décors : Emile Kuri, Frank R. McKelvy
- Musique : Franklyn Marks, Robert F. Brunner[1]
- Dialogue : Kent McPherron
- Technicien du son : Robert O. Cook
- Costumes : Chuck Keehne
- Maquillage : Pat McNalley
- Coordinateur de programme : Jack Bruner
- Producteur : Ron Miller (coproducteur)
- Société de production : Walt Disney Productions

Sauf mention contraire, les informations proviennent des sources suivantes : John West et IMDb

## Distribution
- Terry Burnham : Willadean Wills
- Roger Mobley : Harley Mason
- Michael McGreevey : J. D. Gray
- Billy Mumy : Freddy Gray
- Ed Wynn : Alfred
- Barbara Eiler : Mme Mason
- John Anderson : le fermier Wills
- Harry Harvey : le shérif

Source : Dave Smith, John West et IMDb

## Origine et production
Le téléfilm For the Love of Willadean a été diffusé dans l'émission Walt Disney's Wonderful World of Color (sur NBC) en deux parties le 8 mars 1964 et le 15 mars 1964,,,, sous les titres de A Taste of Melon pour le premier épisode et Treasure in the Haunted House pour le second,.
Cette production est notable pour la première apparition chez Disney de Roger Mobley, futur vedette de la série Gallegher tandis que le second épisode est la première participation d'Ed Wynn à une production télévisée de Disney.

## Analyse
Ces deux téléfilms sont avant tout un message moral en deux points ; le respect de soi-même qui est plus important que le regard des autres, et la charité et l'honnêteté sont plus importants que l'argent.